# Jackson (Mississippi)
Jackson ist die Hauptstadt und zugleich einwohnermäßig größte Stadt des US-Bundesstaates Mississippi sowie (neben Raymond) einer von zwei Sitzen der Countyverwaltung (county seat) von Hinds County. Das U.S. Census Bureau hat bei der Volkszählung 2020 eine Einwohnerzahl von 153.701 ermittelt.

## Geschichte
Jackson liegt auf dem ehemaligen Siedlungsgebiet der Choctaw. Jackson wurde im Jahr 1822 gegründet, weil Mississippi eine zentrale Hauptstadt benötigte, und nach General Andrew Jackson benannt. Der Architekt Peter van Dorn legte die Stadt schachbrettartig an, wie Thomas Jefferson gefordert hatte. Heute sind viele der Parks verschwunden.
Am 14. Mai 1863 erlitten die Konföderierten im Amerikanischen Bürgerkrieg in Jackson eine Niederlage. Unionsgeneral Ulysses S. Grant besiegte die Offiziere Joseph E. Johnston und John Gregg. Fünf Tage später begann die siebenwöchige Belagerung von Vicksburg; diese gilt als eine entscheidende Schlacht des Amerikanischen Bürgerkrieges (1861–1865).
1875 gründete sich in Jackson die rassistische paramilitärische Gruppe Red Shirts. Schriftsteller Richard Wright veröffentlichte 1945 den Klassiker Black Boy, der die Leiden von Schwarzen unter dem Rassismus in Jackson beschreibt.
Am 24. Mai 1961 wurden zahlreiche Mitglieder der amerikanischen Bürgerrechtsbewegung in Jackson verhaftet. Am 18. September 1967 beging der Ku-Klux-Klan einen Bombenanschlag auf die Synagoge Beth Israel Congregation.
Am 12. Juni 1963 wurde der Bürgerrechtler Medgar Evers ermordet. Sein Mörder Byron De La Beckwith wurde mehrmals freigesprochen und erst 1994 dafür verurteilt. Der Flughafen von Jackson heißt seit Januar 2005 Jackson-Evers International Airport zu Ehren von Evers.

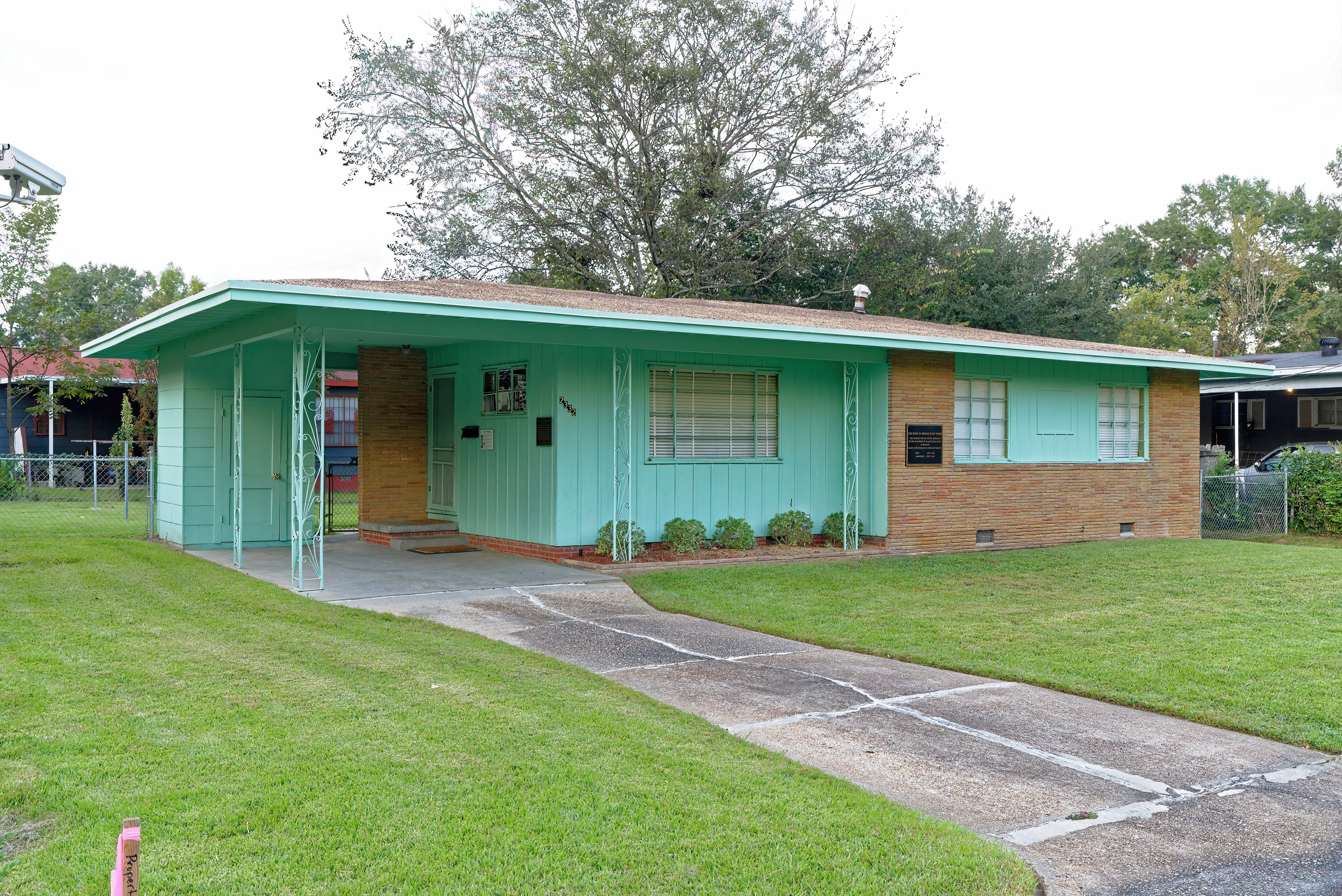
Das Haus des Bürgerrechtlers Medgar Evers, auch bekannt als Medgar and Myrlie Evers House, in dessen Auffahrt er 1963 ermordet wurde. Es ist seit Dezember 2016 als ein National Historic Landmark anerkannt. Im Februar 2019 beschloss der US-Kongress, das Haus als National Monument zu klassifizieren.

Der National Park Service weist für Jackson fünf National Historic Landmarks aus: das Mississippi Governor’s Mansion, das Old Mississippi State Capitol, das Eudora Welty House, das Mississippi State Capitol und das Medgar Evers House. 62 Bauwerke und Stätten der Stadt sind im National Register of Historic Places (NRHP) eingetragen (Stand 7. November 2018).
Im August und September 2022 geriet der Ort in die internationalen Schlagzeilen, nachdem im Hochsommer das örtliche Wasserwerk aufgrund einer Überschwemmung ausgefallen war und die Einwohner tagelang ohne Trinkwasser blieben. Die US Army verteilte Trinkwasserflaschen.

## Geographie
Jackson liegt am Pearl River und erstreckt sich über ca. 27.670 ha.

### Vororte
- Brandon
- Byram
- Clinton
- Florence
- Flowood
- Madison
- Pearl
- Richland
- Ridgeland
- Terry

## Einwohnerentwicklung und sozioökonomische Struktur
| Jahr | Einwohner¹ |
| ---- | ---------- |
| 1980 | 202.895    |
| 1990 | 196.637    |
| 2000 | 186.843    |
| 2010 | 173.593    |
| 2016 | 169.148    |
| 2020 | 153.701    |

¹ 1980–2020: Volkszählungsergebnisse
Jackson ist die Stadt mit der höchsten Tötungsrate in den USA. Es gibt Quartiere, die die Verwaltung praktisch aufgegeben hat. Dort ist die Müllabfuhr eingestellt, die Polizei erscheint nicht, und die Straßen sind unbefahrbar. Etwa 80 % der Einwohner sind Afroamerikaner.
Jackson ist Heimat der Cooperation Jackson, eines Netzwerks von Mitarbeiterunternehmen, Genossenschaften und Community Land Trusts zur nachbarschaftlichen Hilfe.

## Verkehr
Jackson wird im Süden von der Interstate 20, im Osten von der Interstate 55 sowie im Nordosten von der Interstate 220 eingeschlossen. Weiterhin verlaufen durch die Stadt die U.S. Highways 49, 51 und 80 sowie den Mississippi State Routes 18 und 25.
Des Weiteren liegt die Stadt an den Strecken der Canadian National Railway und der Kansas City Southern. Östlich der Stadt befindet sich der Jackson-Evers International Airport.

## Bildungseinrichtungen
- Millsaps College
- Belhaven College
- Jackson State University
- Tougaloo College
- Reformed Theological Seminary
- University of Mississippi Medical Center

## Zeitschriften
- Jackson Free Press
- Clarion-Ledger
- Northside Sun
- University Press of Mississippi
- The Jackson Advocate

## Kulturelle Einrichtungen bzw. Sehenswürdigkeiten
- Symphonisches Orchester von Mississippi
- Ballet von Mississippi
- New Stage Theatre
- Mississippi Hispanic Association
- Mississippi Heritage Trust
- Mississippi Arts Center

## Sportteams
- Mississippi Braves (Baseball)
- Jackson Senators (Baseball)
- Jackson Rage (Basketball)
- JSU Tigers (Football)

Bis 2004 hatte Jackson auch ein Eishockeyteam aus der ECHL, die Jackson Bandits.

## Söhne und Töchter der Stadt

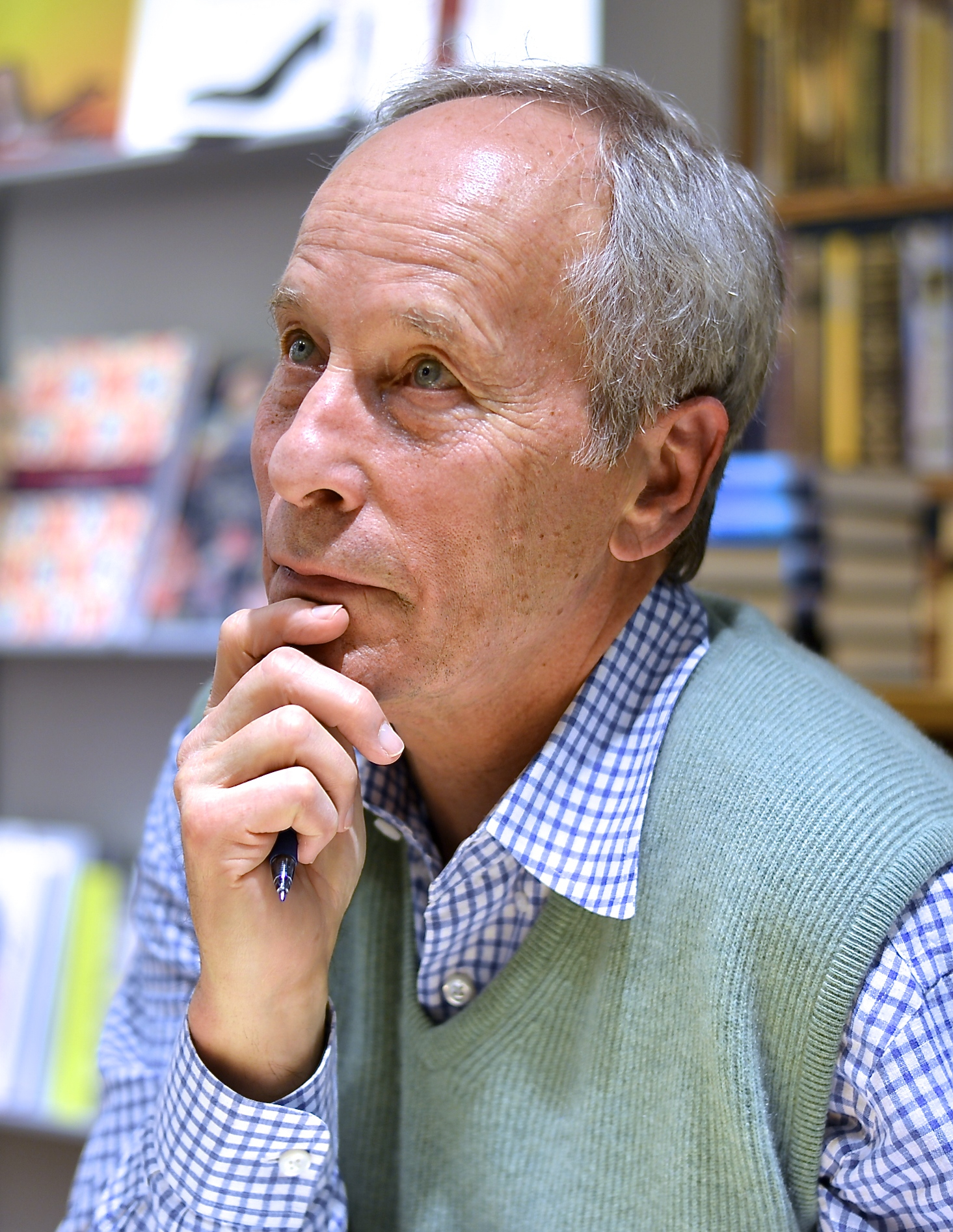
Richard Ford (* 1944)

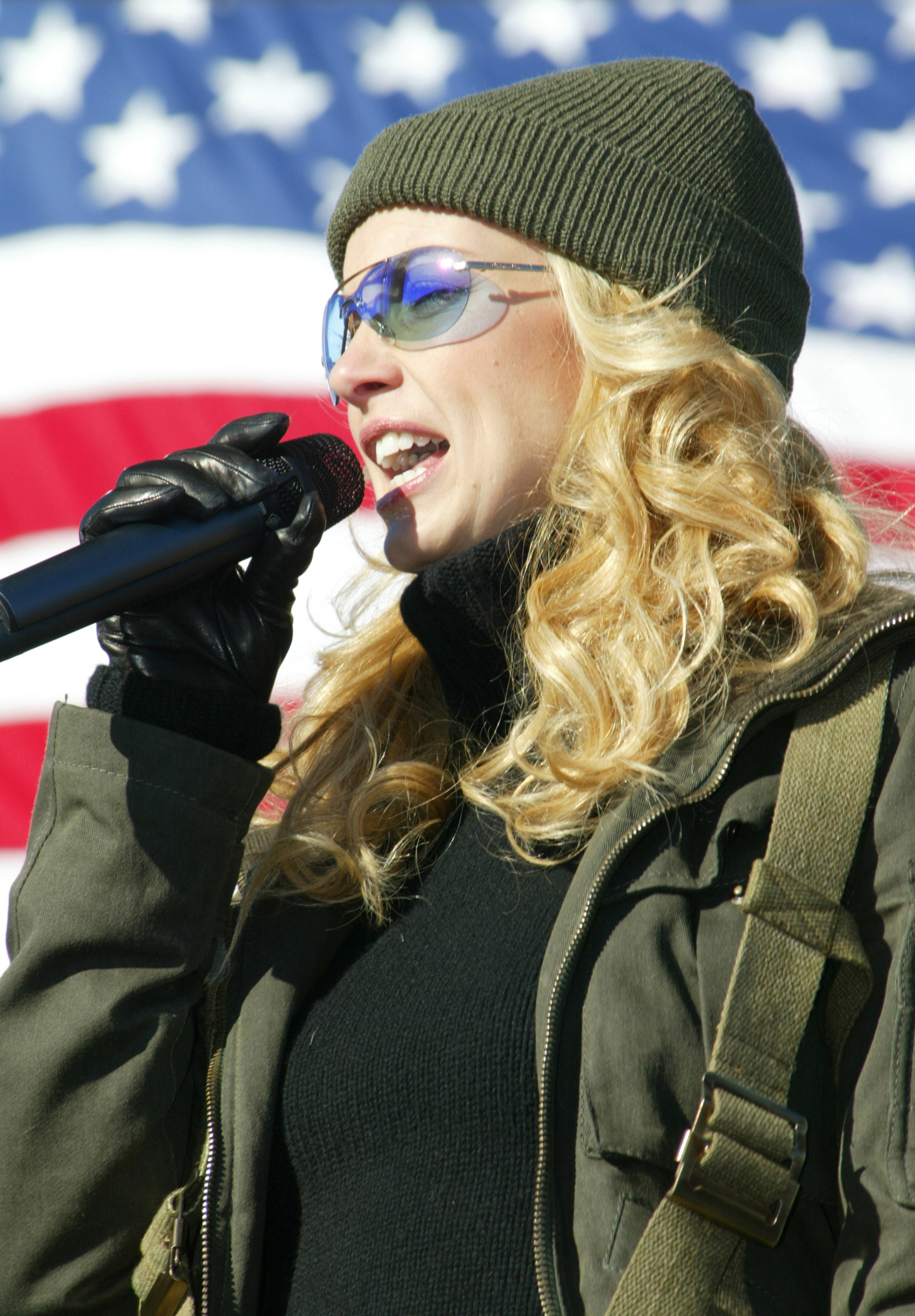
Faith Hill (* 1967)

- Joe McCoy (1905–1950), Blues-Gitarrist und Sänger
- Al Benson (1908–1978), Radio-DJ, Musikpromoter und Labelbetreiber
- Charlie McCoy (1909–1950), Blues-Gitarrist, Sänger und Mandolinen-Spieler
- Eudora Welty (1909–2001), Schriftstellerin
- Dick Davis (1917–1954), R&B- und Jazz-Tenorsaxophonist und Bandleader
- Teddy Edwards (1924–2003), Tenorsaxophonist des Blues und Modern Jazz
- Otis Spann (1930–1970), Blues-Pianist und -Sänger
- John Littlejohn (1931–1994), Bluesgitarrist
- David Kirkwood (1935–2012), Pentathlet und Schauspieler
- Nancy Dowdy (* 1938), Kernphysikerin und Hochschullehrerin
- Thomas Harris (* 1940), Schriftsteller
- Freddie Waits (1943–1989), Jazzmusiker
- Richard Ford (* 1944), Schriftsteller
- M. C. Gainey (* 1948), Schauspieler
- Tom Sancton (* 1949), Publizist und Jazzmusiker
- Jackie Slater (* 1954), American-Football-Spieler
- Cassandra Wilson (* 1955), Jazzsängerin
- Gregg Harper (* 1956), Politiker
- Faith Hill (* 1967), Country- und Pop-Sängerin
- Alice Brown (* 1960), Sprinterin
- Kathryn Stockett (* 1969), Schriftstellerin
- Tate Taylor (* 1969), Regisseur, Drehbuchautor, Produzent und Schauspieler
- Geneva Carr (* 1971), Film- und Theaterschauspielerin
- David Banner (* 1974), Rapper, Produzent und Vertreter des „Down South“
- Rankin Hickman (* 1975), Filmregisseur, Drehbuchautor und Filmproduzent
- Chad Wolf (* 1976), Regierungsbeamter
- Bobby V (* 1980), R&B-Sänger
- LeAnn Rimes (* 1982), Sängerin
- Maurice Williams (* 1982), Basketballspieler
- Monta Ellis (* 1985), Basketballspieler
- Darrian Douglas (* ≈1985), Jazzmusiker
- Candice Patton (* 1988), Schauspielerin
- Angie Thomas (* 1988), Schriftstellerin
- Devin Britton (* 1991), Tennisspieler
- Daniel Curtis Lee (* 1991), Schauspieler
- Paige Madden (* 1998), Schwimmerin
- Noah Jay Wood (* 2000), Schauspieler, Model und Social-Media-Persönlichkeit auf TikTok

## Jackson in der Kunst
- Der Song Jackson, geschrieben von Billy Edd Wheeler und Gaby Rogers alias Jerry Leiber, handelt von der Stadt. Im Original von 1963 stammt das Lied von dem Kingston Trio.[12] Berühmt machten das Lied 1967 aber zwei Coverversionen, die als Duette aufgenommen wurden: June Carter und Johnny Cash hatten damit einen Country-Hit. In den Pop-Charts wurde eine Version von Nancy Sinatra und Lee Hazlewood populär.
- Jackson findet Erwähnung im Song Uptown Funk des US-amerikanischen Sängers Bruno Mars.

## Klimatabelle
|                       | Jan   | Feb   | Mär   | Apr   | Mai   | Jun  | Jul   | Aug  | Sep  | Okt  | Nov   | Dez   |   |         |
| Mittl. Tagesmax. (°C) | 13,1  | 15,6  | 20,7  | 25,2  | 28,9  | 32,6 | 33,6  | 33,3 | 31,1 | 26,2 | 20,7  | 15,3  | ⌀ | 24,7    |
| Mittl. Tagesmin. (°C) | 0,4   | 2,1   | 6,7   | 11,1  | 15,6  | 19,5 | 21,4  | 20,9 | 17,6 | 10,2 | 5,7   | 2,3   | ⌀ | 11,2    |
|                       |       |       |       |       |       |      |       |      |      |      |       |       |   |         |
| Niederschlag (mm)     | 133,1 | 119,4 | 147,8 | 141,5 | 128,3 | 80,8 | 114,6 | 95,8 | 90,2 | 82,8 | 122,2 | 150,1 | Σ | 1.406,6 |
|                       |       |       |       |       |       |      |       |      |      |      |       |       |   |         |
| Regentage (d)         | 9,3   | 8,0   | 8,7   | 7,3   | 8,1   | 6,6  | 9,0   | 7,6  | 6,8  | 4,7  | 6,9   | 8,8   | Σ | 91,8    |

| 0,4 |

| 2,1 |

| 6,7 |

| 11,1 |

| 15,6 |

| 19,5 |

| 21,4 |

| 20,9 |

| 17,6 |

| 10,2 |

| 5,7 |

| 2,3 |

| 0,4 |

| 2,1 |

| 6,7 |

| 11,1 |

| 15,6 |

| 19,5 |

| 21,4 |

| 20,9 |

| 17,6 |

| 10,2 |

| 5,7 |

| 2,3 |